# Ellipse (film)
 For alternative betydninger, se Ellipse (flertydig). (Se også artikler, som begynder med Ellipse)
Ellipse er en dansk dokumentarfilm fra 1994 med instruktion og manuskript af Dan Säll. Filmen er et billeddigt fra Lyngby i Thy på den danske vestkyst.

## Handling
Et fyrtårn kaster sine stråler ud i mørket. Det dages. En vejrbidt natur med hav og strand indfanges i smukke kompositioner, havet ruller mod sten og sand, frem og tilbage, og den barske skønhed registreres poetisk, mens dagen igen går mod nat.